# Si-gwa-ah-doh-gwih
Si-gwa-ah-doh-gwih (Lance pendante en français), également connu sous le nom de Little Beard (Petite barbe en anglais), est un chef sénéca mort en 1806 qui participa à la guerre d'indépendance des États-Unis aux côtés de la Grande-Bretagne. Après la guerre, il continua à vivre dans l'État de New York.

## Biographie
Son village, Little Beard's Town, composé d'environ 130 maisons, était situé près de deux autres villages sénécas dans la ville actuelle de Leicester dans le Comté de Livingston (New York). Si-gwa-ah-doh-gwih a participé en 1878 au massacre de Cherry Valley et à la torture et à la mort des scouts Boyd et Parker qui faisait partie de l'expédition Sullivan de 1779. C'est en représailles que le village de Si-gwa-ah-doh-gwih a été détruit par les forces américaines. Mary Jemison, qui habitait le village, a fui avec d'autres habitants pour des contrées moins dangereuses. La ville actuelle de Cuylerville a été bâtie à cet endroit.
Si-gwa-ah-doh-gwih est un des chefs sénécas qui a signé en 1794 le traité de Canandaigua qui a établi des réserves pour les Iroquois. Il est mort à la suite de blessures reçues durant une bagarre dans une taverne en 1806.